# Remue-ménage (film)
Pour les articles homonymes, voir Remue-ménage.
Pour plus de détails, voir Fiche technique et Distribution.
Remue-ménage est un film canadien réalisé par Paul Thinel, sorti en 1996.

## Fiche technique
- Titre : Remue-ménage
- Réalisation : Paul Thinel
- Scénario : Paul Thinel
- Musique : Louis Desparois
- Photographie : Jacques Leduc
- Montage : Mark Baxter
- Production : Paul Thinel
- Société de production : Ciné-Shop
- Pays :  Canada
- Genre : Drame
- Durée : 59 minutes
- Dates de sortie : 
  -  Canada : 1996

## Distribution
- France Arbour : Madame Rivard
- Gary Boudreault : Méo
- Melissa Dion : Julie
- Robert Gravel : Konarsky
- Hubert Loiselle : Monsieur Rivard
- Luc Picard : Maurice
- Jean-Pierre Ronfard : Le Chauve
- Anouk Simard : Rose
- Yvette Thuot : La dame aux chats